# Štefan Havlík
Štefan Havlík (též Stefan Havlik) (* 10. září 1975, Košice) je slovenský kulturista, model a voják.
V kulturistice dosáhl čtyřnásobného mistrovství Evropy.